# 明朝藩王列表 (榮王系)
本頁面列出明朝自明憲宗分封的榮國藩王。

## 榮國
| 弘治四年（1491年）封，正德三年（1508年）就藩常德府。 |          |                  |                   |                                                                          |
| 稱號                                                 | 國君姓名 | 關係             | 在位年數          | 註記                                                                     |
| 榮莊王                                               | 朱祐樞   | 朱見深、庶十三子 | 1491年—1539年     | 弘治四年封。正德三年就藩常德府。嘉靖十八年薨。                           |
| 榮懷王                                               | 朱厚勳   | 朱祐樞、嫡一子   | 追封              | 正德十年封世子。嘉靖十一年薨。諡懷穆。以子載墐襲封。追封王，改諡曰懷。   |
| 榮恭王                                               | 朱載墐   | 朱厚勳、嫡一子   | 1540年—1595年     | 嘉靖十九年襲封。萬曆二十三年薨。                                         |
| 榮定王                                               | 朱翊鉁   | 朱載墐、嫡一子   | 1598年—1612年     | 萬曆二十六年襲封。四十年薨。                                             |
| 榮端王                                               | 朱常溒   | 朱翊鉁、嫡一子   | 1614年—1616年後   | 萬曆九年封世孫。二十六年改封世子。四十二年襲封。四十四年後薨。           |
| 榮憲王                                               | 朱由朽   | 朱常溒、嫡二子   | 1616年後—1632年前 | 萬曆三十年封世孫。四十四年改封世子。既而襲封。薨。                       |
| 榮王                                                 | 朱慈炤   | 朱由朽、嫡一子   | 1632年—1644年     | 崇禎五年四月襲封。張獻忠入湖南，朱慈炤奉母妃姚氏逃往辰溪，國亡不知所終。 |
| 榮世子                                               | 朱和？   | 朱慈炤、子       |                   | 不知何年封世子。崇禎十二年六月乙酉卒。                                   |
| 榮王                                                 | 朱由楨   | 朱常溒、嫡五子   | 1644年後—1647年   | 天啟六年封肇慶王，後進封。永曆元年十月薨。                               |
| 參考文獻                                             |          |                  |                   |                                                                          |
| 1. 2. 3.                                             |          |                  |                   |                                                                          |

### 福寧國
| 正德十年（1515年）封。 |          |                |               |                                      |
| 稱號                   | 國君姓名 | 關係           | 在位年數      | 註記                                 |
| 福寧懷僖王             | 朱厚𤏴   | 朱祐樞、嫡二子 | 1515年—1535年 | 正德十年封。嘉靖十四年薨。無子，除。 |

### 惠安國
| 嘉靖元年（1522年）封。 |          |                |               |                                |
| 稱號                   | 國君姓名 | 關係           | 在位年數      | 註記                           |
| 惠安康和王             | 朱厚𤋗   | 朱祐樞、嫡三子 | 1522年—1544年 | 嘉靖元年封，二十三年薨。       |
| 惠安宣懿王             | 朱載塾   | 朱厚𤋗、嫡一子 | 1548年—1563年 | 嘉靖二十七年襲封。四十二年薨。 |
| 惠安王                 | 朱翊鏕   | 朱載塾、庶一子 | 1572年—1614年 | 隆慶六年襲封。萬曆四十二年薨。 |
| 惠安王                 | 朱常澠   | 朱翊鏕、子     | 1624年—？年   | 天啟四年六月襲封。             |

### 永春國
| 嘉靖八年（1529年）封。 |          |                |               |                                          |
| 稱號                   | 國君姓名 | 關係           | 在位年數      | 註記                                     |
| 永春榮簡王             | 朱厚烮   | 朱祐樞、庶四子 | 1529年—1588年 | 嘉靖八年封。萬曆十六年薨。               |
| 永春長子               | 朱載垍   | 朱厚烮、庶一子 |               | 隆慶五年封長子。萬曆十六年卒。無子，除。 |

### 富城國
| 嘉靖十年（1531年）封。 |          |                |               |                                                |
| 稱號                   | 國君姓名 | 關係           | 在位年數      | 註記                                           |
| 富城康定王             | 朱厚𤉷   | 朱祐樞、庶五子 | 1531年—1576年 | 嘉靖十年封。萬曆四年薨。                       |
| 富城王                 | 朱載壔   | 朱厚𤉷、嫡一子 | 1579年—1611年 | 嘉靖二十八年封長子。萬曆七年襲封。三十九年薨。 |
| 富城王                 | 朱翊䥰   | 朱載壔、庶一子 | 1615年—？年   | 萬曆十六年封長子。四十三年襲封。               |

### 貴溪國
| 嘉靖十年（1531年）封。 |          |                |               |                                        |
| 稱號                   | 國君姓名 | 關係           | 在位年數      | 註記                                   |
| 貴溪端靖王             | 朱厚𤎯   | 朱祐樞、庶六子 | 1531年—1581年 | 嘉靖十年封。萬曆九年薨。               |
| 貴溪長子               | 朱載堺   | 朱厚𤎯、嫡一子 |               | 嘉靖二十九年封長子。三十一年卒。無子。 |
| 貴溪王                 | 朱載𤬪   | 朱厚𤎯、嫡四子 | 1605年—？年   | 萬曆三十三年以鎮國將軍進封。           |
| 貴溪王                 | 朱常滮   |                | ？年—1648年   | 不知何年襲封。永曆二年二月薨。         |

### 肇慶國
| 天啟六年（1626年）封。 |          |                |                 |                                    |
| 稱號                   | 國君姓名 | 關係           | 在位年數        | 註記                               |
| 肇慶王                 | 朱由楨   | 朱常溒、嫡五子 | 1626年—1644年後 | 天啟六年封。後嗣榮封，郡爵例不襲。 |

### 仁和國
| 天啟四年（1624年）六月封。隆武元年（1645年）再封。 |          |            |               |                                              |
| 稱號                                               | 國君姓名 | 關係       | 在位年數      | 註記                                         |
| 仁和王                                             | 朱由棓   | 朱常溒、子 | 1624年—1662年 | 天啟四年六月封。隆武元年再封。國亡不知所終。 |

### 咸寧國
| 天啟四年（1624年）六月封。 |          |            |             |                  |
| 稱號                       | 國君姓名 | 關係       | 在位年數    | 註記             |
| 咸寧王                     | 朱由榕   | 朱常溒、子 | 1624年—？年 | 天啟四年六月封。 |